# 赤道傾斜角

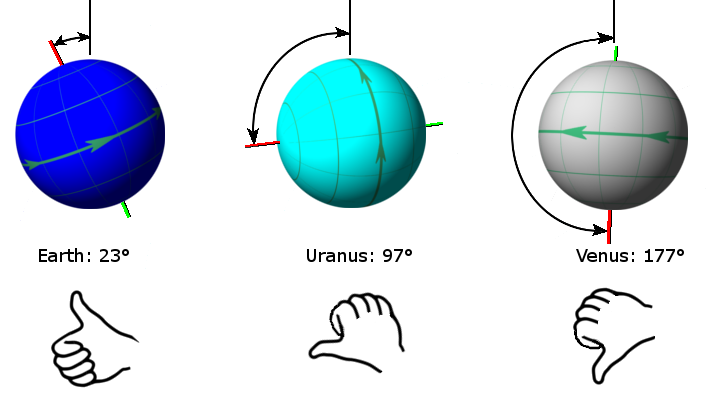
矢印の角度が赤道傾斜角（左から地球、天王星、金星の順）

赤道傾斜角（せきどうけいしゃかく、英語: axial tilt、obliquity）とは、惑星や衛星など、自転（あくまでも天体は地球のように天の北極から見て反時計回りに、すなわち西から東へ自転するのが通常と仮定した場合）しつつ公転運動する天体の軌道面と赤道面のなす角である。自転軸と公転軸のなす角に等しいため、自転軸傾斜角とも言う。この角は、自転と公転の軸のずれを表す。
似た語として軌道傾斜角があるが、軌道傾斜角は天体の軌道面の傾きを表す別の量である。

## 概要
赤道傾斜角は0度から180度の範囲の値をとる。赤道傾斜角が0の場合、その天体の自転軸は軌道面に垂直である。赤道傾斜角が90度の場合にはその天体の自転軸は軌道面に対してちょうど横倒しとなっている。赤道傾斜角が90度を超える場合はその天体は倒立している、つまり南極を軌道面の北側に向けており、軌道面の北側から見た時の自転の向きが逆転して時計回りの回転になっていることを表す。

## 惑星の赤道傾斜角

### 地球
地球の赤道傾斜角を黄道傾斜角という。汎用的には「23.4度」という値が用いられているが、この値は年月の経過に伴って変化しており、現在は年々減少している。2000年1月1日12:00 (UT) における値は23度26分21.406秒である。すなわち地球の地軸は軌道面の垂線から23度26分21.406秒傾いている。約1万2000年後には、最小の約22度になると予測されている。変化の式については、黄道傾斜角を参照のこと。この地軸の傾きによって四季が生じる。また、北緯66.6度（=90度-23.4度）以北と南緯66.6度以南では、一日中太陽が沈まない白夜や一日中太陽が昇らない極夜を生じる。この地域を北極圏あるいは南極圏と呼ぶ。さらに、北緯23.4度の地点では夏至の日に太陽がちょうど天頂を通過する。南緯23.4度の地点では冬至の日に太陽が天頂を通過する。この2本の緯度線をそれぞれ北回帰線、南回帰線と呼ぶ。

### 太陽系の惑星
太陽系の惑星の赤道傾斜角は以下の通りである。天王星は自転軸がほぼ横倒しになっているので、環や衛星の位置も横向きになっている。金星は自転軸がほぼ完全に倒立しており、他の惑星と逆方向に自転していることになる。水星や木星は自転軸がほぼ垂直に直立している。
| 分類            | 天体名   | 公転軌道面の傾き | 公転軌道面の傾き | 公転軌道面の傾き | 公転周期 （年） | 自転軸（赤道） 傾斜角 | 自転周期 （日） |
| 分類            | 天体名   | 軌道傾斜角       | 対太陽の赤道     | 対不変面         | 公転周期 （年） | 自転軸（赤道） 傾斜角 | 自転周期 （日） |
| --------------- | -------- | ---------------- | ---------------- | ---------------- | --------------- | --------------------- | --------------- |
| 地球型 岩石惑星 | 水星     | 7.01°            | 3.38°            | 6.34°            | 0.241           | 0.01°                 | 58.7            |
| 地球型 岩石惑星 | 金星     | 3.39°            | 3.86°            | 2.19°            | 0.615           | 177°                  | 243             |
| 地球型 岩石惑星 | 地球     | 0° 基準面        | 7.16°            | 1.57°            | 1.00            | 23.4°                 | 0.997           |
| 地球型 岩石惑星 | 火星     | 1.85°            | 5.65°            | 1.67°            | 1.88            | 25.2°                 | 1.03            |
| 木星型 天王星型 | 木星     | 1.31°            | 6.09°            | 0.32°            | 11.9            | 3.12°                 | 0.414           |
| 木星型 天王星型 | 土星     | 2.49°            | 5.51°            | 0.93°            | 29.5            | 26.7°                 | 0.426           |
| 木星型 天王星型 | 天王星   | 0.77°            | 6.48°            | 1.02°            | 84.0            | 97.8°                 | 0.718           |
| 木星型 天王星型 | 海王星   | 1.77°            | 6.43°            | 0.72°            | 165             | 28.3°                 | 0.671           |
| 準惑星 小惑星   | 冥王星   | 17.1°            | 11.9°            | 15.6°            | 248             | 120°                  | 6.39            |
| 準惑星 小惑星   | ケレス   | 10.6°            | —                | 9.20°            | 4.60            | 4°                    | 0.378           |
| 準惑星 小惑星   | パラス   | 35.1°            | —                | 34.4°            | 4.62            | 84°±5°                | 0.326           |
| 準惑星 小惑星   | ベスタ   | 7.14°            | —                | 5.56°            | 3.63            |                       | 0.223           |
| 衛星            | 月       | 5.15°            |                  |                  | 27.3日          | 6.69°                 | =公転           |
| 衛星            | ガニメデ | 0.195°           |                  |                  | 7.16日          | 0-0.33°               | =公転           |
| 衛星            | カリスト | 0.281°           |                  |                  | 16.7日          | 0°                    | =公転           |
| 衛星            | タイタン | 0.306°           |                  |                  | 15.9日          | 1.94°                 | =公転           |
| 恒星            | 太陽     | 該当せず         | 該当せず         | 該当せず         | 該当せず        | 7.25°                 | 27.3            |